# Silent Hill (игра)
Silent Hill (яп. サイレントヒル Сайрэнто Хиру) — компьютерная игра 1999 года в жанре survival horror, давшая начало одноимённой серии видеоигр. Разработана командой Team Silent — группой в составе Konami Computer Entertainment Tokyo и выпущена Konami эксклюзивно для игровой приставки PlayStation.
В Silent Hill используется вид от третьего лица, а все локации выполнены в трёхмерной графике. Чтобы скрыть графические недостатки, обусловленные техническими ограничениями PlayStation, разработчики использовали «эффект тумана» (впоследствии ставшего отличительной чертой мира Сайлент Хилл). В отличие от более ранних игр жанра survival horror, в которых главными героями, как правило, были спецагенты с хорошей боевой подготовкой, персонаж Silent Hill — обычный человек.
Действие игры происходит в одноимённом вымышленном американском городе. Сюжет разворачивается вокруг писателя Гарри Мэйсона (англ. Harry Mason), который ищет в Сайлент Хилле свою пропавшую приёмную дочь Шерил (англ. Cheryl). В городе он обнаруживает религиозный культ, пытающийся провести ритуал с целью возрождения божества, которому этот культ поклоняется. В игре присутствует пять разных концовок, включая одну шуточную.
Silent Hill получила положительные отзывы критиков и была коммерчески успешной. Игра считается одной из самых значимых среди жанра survival horror, так как в плане запугивания игрока способствовала переходу от приёмов фильмов категории B к психологическому аспекту ужасов. Было выпущено несколько адаптаций игры, включая визуальный роман 2001 года, фильм «Сайлент Хилл» 2006 года и «переосмысление» игры, названное Silent Hill: Shattered Memories. В июне 2025 года Konami и польская студия Bloober Team анонсировали ремейк Silent Hill; дата выпуска объявлена не была.

## Игровой процесс

Во многих локациях фонарик игрового персонажа является единственным источником освещения

Игровым персонажем Silent Hill является Гарри Мэйсон, который ищет свою пропавшую дочь Шерил в городе Сайлент Хилл, куда приехал с ней в отпуск. Геймплей игры состоит из боёв с монстрами, исследования местности с целью нахождения важных для прохождения игры предметов и решения загадок. В Silent Hill используется вид от третьего лица, однако в некоторых локациях для достижения драматического эффекта камера «следит» за игроком только из заранее заданных мест. Таким образом на момент выхода проект отличался от своих предшественников в жанре survival horror, которые использовали лишь переключение камеры между фиксированными позициями. В игре отсутствует HUD-интерфейс, из-за чего игрок должен заходить в специальное меню, чтобы узнать уровень здоровья персонажа.
В процессе игры Гарри приходится противостоять монстрам с помощью холодного и огнестрельного оружия, которое иногда встречается в локациях. Поскольку герой является обычным человеком без каких-либо серьёзных боевых навыков, он стреляет неточно. Он также не способен выдержать много ударов от монстров, а после продолжительного бега у него сбивается дыхание.
В начале игры Гарри подбирает небольшой фонарик, который освещает путь только на несколько метров вперёд, а также карманное радио, начинающее шуметь при приближении врага. Если найти соответствующий предмет, далее в любое время будет доступна карта локации, однако Гарри может смотреть карту лишь при достаточном освещении. По мере прохождения игры на картах отмечаются запертые двери, препятствия и текущие цели героя. Видимость в Сайлент Хилле очень низкая из-за густого тумана и тьмы; последняя преобладает, когда локации изменяются и превращаются в так называемый Иной мир (англ. Otherworld).
После завершения игры игрок получает рейтинг прохождения и дополнительные предметы, которые становятся доступными при повторных прохождениях, а также ему становится доступным дополнительное меню, где можно изменить некоторые аспекты игры.

## Сюжет
Действие игры происходит в 1983 году в небольшом городе Сайлент Хилл, расположенном в штате Мэн (США). 32-летний писатель Гарри Мэйсон отправляется в город вместе со свой приёмной дочерью Шерил, чтобы провести там отпуск.
При подъезде к городу машину писателя обгоняет полицейский мотоцикл Сибил Беннет (англ. Cybil Bennett), но на следующем повороте Гарри видит его на обочине опрокинутым. Отвлёкшись на него, Гарри слишком поздно замечает внезапно возникшую девочку на дороге. Пытаясь избежать столкновения, он резко поворачивает руль, попадает в аварию и теряет сознание. Придя в себя, он обнаруживает, что его дочь пропала. Следуя за силуэтом девочки в туманном зареве города, Мэйсон сворачивает в переулок, как внезапно завывает сирена и становится темно. Переулок наполняют ужасные монстры, которые избивают Гарри до потери сознания.
Спустя некоторое время Мэйсон приходит в себя в городском кафе, где встречает полицейскую Сибил Беннет. Она также не может дать логичного объяснения происходящему — город выглядит заброшенным и скрытым в тумане. В городе также идёт снег, что не характерно для текущего времени года. Понимая критичность ситуации, Сибил отдаёт свой пистолет, а сама отправляется запросить подкрепления. Вооружившись и пополнив припасы в кафе, Мэйсон отправляется на поиски своей дочери. Следуя найденным подсказкам, Гарри отправляется в Начальную школу Мидвич, где впервые попадёт в Иной мир — мир в темноте с кроваво-ржавыми разводами на стенах и ржавыми решётками вместо полов. Чтобы вернуться обратно, Мэйсону предстоит одолеть первое чудовище — Раздельноголового (англ. Split Head). Вернувшись в обычный мир, он слышит звон колокола Балканской церкви — кто-то призывает его туда.
В церкви Гарри встречает женщину по имени Далия Гиллеспи (англ. Dahlia Gillespie), которая изъясняется загадочными фразами, даёт ему непонятный пирамидальный предмет — Флаурос (англ. Flauros) и указание как можно скорее отправиться в госпиталь Алкемилла (англ. Alchemilla Hospital), расположенный в центре Сайлент Хилла на другой стороне реки. Там Мэйсон встречает директора госпиталя доктора Майкла Кауфмана (англ. Michael Kaufmann), который только что застрелил Воздушного крикуна (англ. Air Screamer). Не вдаваясь в подробности, Кауфман быстро ретируется.
Исследуя госпиталь, Мэйсон может собрать в бутылку «неизвестную жидкость», разлитую из разбившейся ёмкости в кабинете директора (позднее выяснится, что эта жидкость — Аглаофотис, способна изгонять демонов). В конце концов он вновь попадает в Иной мир, где находит тайную комнату, в которой кто-то содержался в качестве пациента. Здесь же он находит медсестру Лизу Гарланд (англ. Lisa Garland), но после непродолжительных расспросов, Гарри теряет сознание и приходит в себя в нормальном мире, где вновь встречает Далию Гиллеспи. Она отчитывает его за медлительность и отсылает его в «другую церковь». По её словам, город пожирает тьма, чему способствуют символы, встречаемые по всему городу («знаки Самаэля», как называет их Далия). Иной мир и правда начинает проникать в город; но в действительности символы являются способом заставить работать печать Метатрона (англ. Seal of Metatron), защищающую от зла.
В поисках церкви Гарри встречает в антикварной лавке Сибил Беннет, которая не может покинуть пределов города. Она сообщает, что видела некую девочку у озера, которая парила над поверхностью. «Другой церковью» на деле оказывается тайный алтарь, скрытый в подвале антикварной лавки. Беннет следует за Гарри вниз, но вместо хода к алтарю оказывается тупик, а Гарри исчез. В полуяви-полусне Гарри оказывается в комнате вместе с медсестрой Лизой Гарланд, которая рассказывает о прошлом Сайлент Хилла: у Далии Гиллеспи была дочь, которая сгорела при пожаре, отчего Далия «тронулась умом». Её слова о «тьме, пожирающей город» напомнили Лизе о странном и зловещем культе, которому старожилы Сайлент Хилла приносили человеческие жертвы. Очнувшись, Гарри снова оказывается в Ином мире. Прокладывая свой путь через Торговый центр, он убивает огромного монстра, похожего на бабочку тутового шелкопряда, благодаря чему возвращается в нормальный мир. Пройдя через технические тоннели, Мэйсон оказывается в курортной зоне города. Здесь он может решить судьбу Кауфмана — на того снова напал монстр, и Мэйсон может решить — спасти его или оставить на смерть. Если спасти его, у игрока появляется возможность найти ещё один пузырёк с Аглаофотисом, который тут же отбирает разъярённый Кауфман.
На лодочной станции Мэйсон вновь встречает Сибил и Далию, которая провозглашает скорое пришествие в мир тёмного демона. Она просит остановить ту девочку, которую неоднократно видели Сибил и Гарри, поскольку иначе Шерил погибнет. Гарри и Сибил доверяются Далии и разделяются, чтобы предотвратить появление двух оставшихся печатей Самаэля: Сибил отправляется к развлекательному парку, а Гарри — к маяку, но опаздывает — печать уже создана, а таинственная девочка исчезает во тьме. Он бежит к парку, чтобы помочь Сибил. Та оказалась подвержена воздействию неизвестного паразита. Игрок должен решить: либо спасти её с помощью ранее полученной в госпитале склянки с Аглаофотисом, либо убить.
Когда таинственная девочка появляется вновь, Мэйсон применяет Флаурос и поражает её. Выясняется, что она является обладающим сверхъестественными силами призраком Алессы (англ. Alessa) — той самой дочерью Далии, что якобы сгорела при пожаре, а Далия использовала Гарри, чтобы найти её и подчинить с помощью Флауроса.
Внезапно герой просыпается в месте, напоминающем госпиталь (позже выясняется, что эта локация — смесь всех предыдущих, встречавшихся герою в городе мест; официально она известна как Нигде (англ. Nowhere)), рядом с медсестрой Лизой, которая просит его о помощи. Гарри отстраняется от Лизы и запирает её в комнате, понимая, что та на самом деле была заражена и погибла, как и прочий персонал госпиталя. Из её дневника становится ясно, что она ухаживала за Алессой, работая в госпитале во время её тайной госпитализации в Алкемилле.
Гарри вскоре обнаруживает Далию вместе с настоящей, обгоревшей Алессой и её призраком. Выясняется, что Далия была служительницей религиозного культа Самаэля. Она зачала ребёнка, который должен был стать сосудом нового бога. Родившаяся девочка обладала сверхъестественными способностями, за что её задирали в школе, обзывая ведьмой. Когда Алессе исполнилось семь лет, Далия решает совершить ритуал с целью оплодотворить свою дочь божеством, замаскировав сам ритуал пожаром в своём доме. Алесса выжила, поскольку, превратившись в «сосуд» для божества, стала бессмертной. Однако душа её тогда разделилась на две части, не позволив родиться богу. Одна из частей осталась в ней самой, а другая перешла к новорождённой Шерил, которую Лиза затем похитила из госпиталя и оставила у дороги. Тогда младенца нашли и удочерили Гарри Мэйсон с супругой. Спустя семь лет Далия с помощью заклятия призвала Шерил обратно к Алессе. Чувствуя возвращение Шерил, Алесса создавала по всему городу символы, которые должны были предотвратить рождение бога, однако план Алессы провалился, и две части души воссоединяются. Дальнейший исход зависит от того, какие действия предпринял игрок во время игры — спас или не спас доктора Кауфмана и/или Сибил. В зависимости от этого, Гарри предстоит сражаться с одним из двух разных боссов.
- «Хорошая» (условие: Сибил мертва, Кауфман жив) — Гарри встречается с Далией и Алессой. Алесса воссоединяется с Шерил. Неожиданно появляется Кауфман, который стреляет в Далию и бросает в Алессу бутылку Аглаофотиса, изгоняя из неё Инкуба (англ. Incubus). Когда протагонист побеждает демона, Алесса даёт Гарри ребёнка, являющегося её собственной реинкарнацией. Гарри покидает Сайлент Хилл с ребёнком, а Кауфмана утаскивает с собой появившаяся из тьмы медсестра Лиза[9][37].
- «Хорошая+» (условие: Сибил и Кауфман живы) — та же концовка, однако Гарри покидает Сайлент Хилл с ребёнком и Сибил[37][38].
- «Плохая» (условие: Сибил и Кауфман мертвы) — Алесса, воссоединившись с Шерил, превращается в Инкубатора (англ. Incubator). Он убивает Далию. Гарри побеждает Инкубатора, который затем голосом Шерил благодарит его; Алесса пропадает. После этого выясняется, что Гарри на протяжении всей игры без сознания истекал кровью в разбитой машине и испытывал, вероятно, предсмертные галлюцинации[37][39].
- «Плохая+» (условие: Сибил жива, Кауфман мёртв) — та же концовка, но после слов Инкубатора появляется Сибил, которая успокаивает Гарри и убеждает его, что нужно уходить из города[37].
- «НЛО» — шуточная концовка, в которой Гарри похищают инопланетяне[40]. Этот финал становится доступным только при наличии особого предмета в определённой локации (предмет становится доступным при повторных прохождениях)[9].

## Разработка

### Производственный процесс

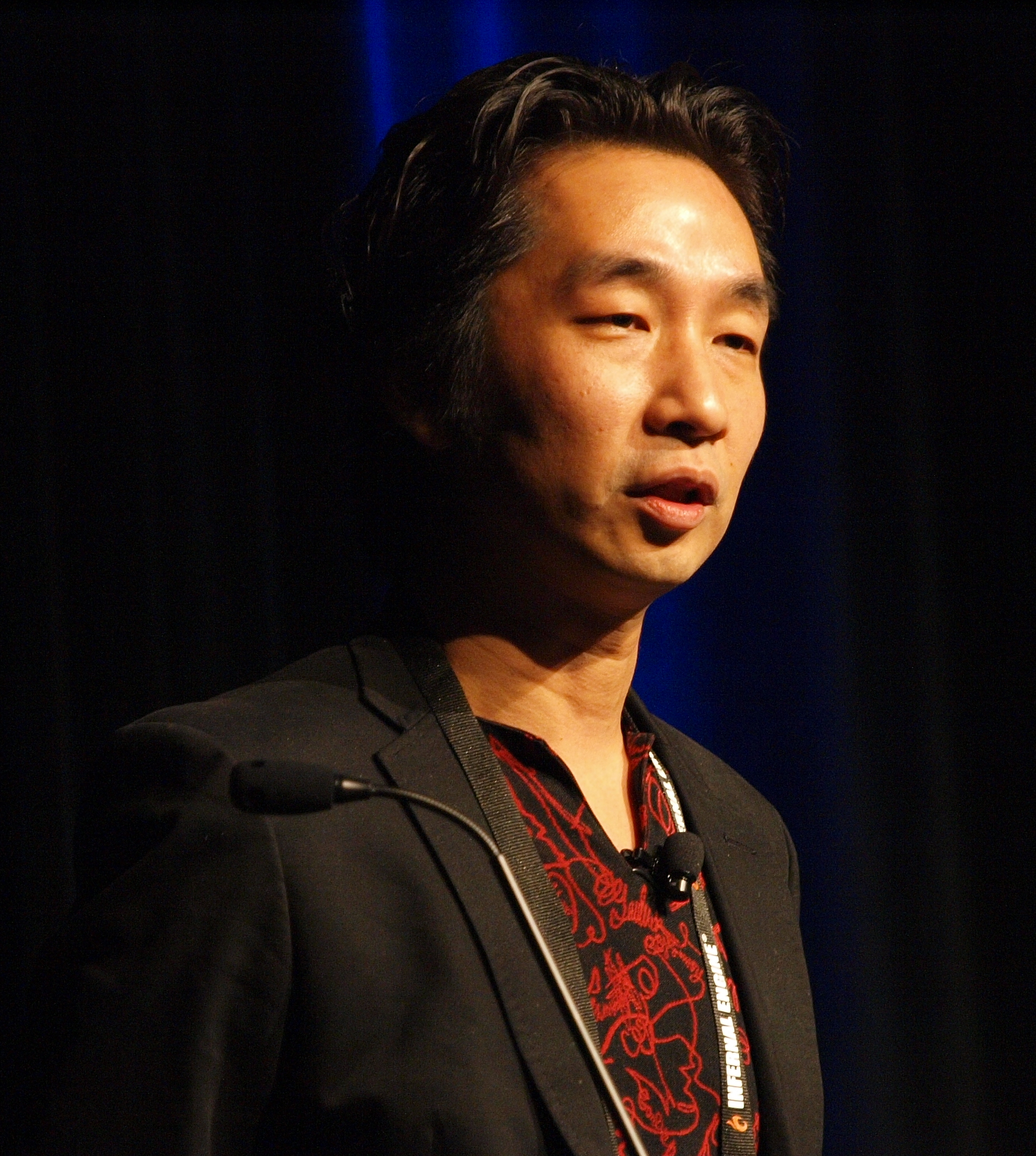
Акира Ямаока стал композитором Silent Hill после того, как предыдущий музыкант покинул команду разработчиков. В дальнейшем Акира Ямаока напишет музыку и к остальным частям серии, вплоть до Shattered Memories.

Разработка Silent Hill началась в сентябре 1996 года. Созданием игры занималась команда Team Silent, представлявшая собой подразделение Konami Computer Entertainment Tokyo (сокращённо KCET). Новые владельцы Konami, компании-учредителя KCET, стремились выпустить компьютерную игру, которая смогла бы стать успешной в США. Поэтому разработчики при создании атмосферы Silent Hill старались использовать приёмы голливудских фильмов.
Сотрудники, которые занимались созданием игры, имели неудачный опыт предыдущих проектов. Они намеревались покинуть Konami, поскольку им не позволяли реализовывать их собственные идеи и они не вписывались в существовавшие внутри компании группы. По словам композитора игры Акиры Ямаоки (англ. Akira Yamaoka), разработчики не знали, как начать работу над Silent Hill. Время шло, но рабочий процесс практически стоял на месте. Персонал и руководство Konami перестали надеяться на возможный успех Silent Hill, а члены команды Team Silent всё больше чувствовали себя аутсайдерами. Несмотря на то, что Konami планировала Silent Hill как проект для получения прибыли, участники Team Silent творчески подошли к игре, так как, по их мнению, из-за чисто коммерческой позиции у Konami получился бы ничем не примечательный проект, подобный низкобюджетным двухмерным играм начала 1990-х. В конце концов разработчики решили игнорировать все ограничения со стороны Konami и сделать Silent Hill игрой, которая бы могла апеллировать к эмоциям игрока. Для этого Team Silent решили использовать «страх перед неизвестным» как способ, применяемый в психологических ужасах.
Во времена создания Silent Hill использование тумана в трёхмерных видеоиграх было вынужденной мерой ввиду низкой производительности аппаратных платформ. Однако, сделав его важной частью игрового мира, разработчики смогли превратить недостаток в отличительную особенность продукта, ставшую позже неотъемлемым элементом всей серии. Сюжет игры намеренно был сделан расплывчатым, а местами даже противоречивым, чтобы его истинный смысл скрывался где-то во тьме и заставлял игроков размышлять над неясными деталями. Руководитель проекта Кэйитиро Тояма (англ. Keiichiro Toyama) занимался написанием сценария Silent Hill, в то время как программист Хироюки Оваку (англ. Hiroyuki Owaku) написал текст для загадок. Компания Latina International, ранее работавшая над локализацией Final Fantasy VII, перевела сценарий игры на английский язык. Сам город Сайлент Хилл является интерпретацией небольшой американской общины в представлении японской команды Team Silent. Истолкование разработчиков основано на западной литературе и фильмах, а также на описаниях американских городов в европейской и русской культуре. Идея для шуточной концовки была взята из специального ящика для предложений, куда разработчики бросали свои ответы на вопрос «в чём причина странностей Сайлент Хилла?» Среди предположений был в том числе «Заговор пришельцев».
Такаёси Сато (англ. Takayoshi Sato) занимался дизайном персонажей и исправлял некоторые неточности в сюжете игры. До этого Сато занимался только дизайном шрифтов и сортировкой файлов, потому как на тот момент он был ещё молодым сотрудником. Также Сато хорошо проявил себя в трёхмерном моделировании, из-за чего некоторое время он даже консультировал старших коллег. Однако ему не доверили эту работу, поскольку, по мнению Konami, он был недостаточно опытным. Возмущённый этим Сато продемонстрировал начальству свои наработки и пригрозил, что станет утаивать имеющиеся знания, если его не допустят к трёхмерному моделированию. В результате Сато разрешили заняться разработкой персонажей. В этой работе Такаёси Сато не полагался на эскизы, а сразу создавал компьютерные модели. Дизайнер столкнулся со значительными трудностями при создании черепов персонажей-американцев, поскольку вся команда состояла из азиатов и ему было не с кем проконсультироваться по этой проблеме. Тем не менее, внешность каждого персонажа получилась хорошо проработанной и индивидуальной, а Гарри Мэйсон был сделан абсолютно нейтральным и без каких-либо отличительных особенностей. По словам Сато, это должно помогать игроку представить себя на месте главного героя.
Несмотря на то, что он хорошо справлялся со своей работой, начальство всё равно не до конца доверяло ему, и к Сато решено было приставить супервизора. Дабы избежать этого, Такаёси вызвался собственноручно создать игровые видеовставки. В течение следующих двух с половиной лет Сато фактически жил в офисе группы разработчиков, поскольку ему приходилось работать над видеороликами на 150 UNIX-компьютерах своих коллег, когда у тех заканчивался рабочий день. Сато оценил бюджет игры в 3—5 млн долларов. По его словам, разработчики хотели сделать Silent Hill шедевральной игрой, а не традиционным коммерческим проектом, поэтому они старались создать увлекательный сюжет, который, подобно хорошему литературному произведению, не забывался бы с течением времени.
англ. You will encounter a wall of darkness, and the wrath of the underworld. These will help you.
«Ты столкнешься со стеной мрака и гневом преисподней. Они помогут тебе».
Игра дебютировала весной 1998 года на Electronic Entertainment Expo в Атланте, штат Джорджия, где трейлер Silent Hill после презентации сорвал зрительские овации. Такой положительный приём убедил руководство задействовать в проекте больше сотрудников и усилить PR-кампанию. Осенью того же года Konami представила Silent Hill на European Computer Trade Show в Лондоне и на Tokyo Game Show. Демоверсия игры также вошла в японское издание Metal Gear Solid. Однако масштабной рекламной поддержки у проекта не было.

### Символизм
Образы монстров из игры символизируют детские страхи Алессы (биологические и социальные). Источниками для появления чудовищ стали отвращение к змеям, червям и насекомым, боязнь собак, страх перед взрослыми людьми, пугающие элементы из прочтённых девочкой книжек и её коллекции засушенных насекомых, а также неприятные воспоминания. Похожие на маленьких детей монстры (Grey Child), впервые встречающиеся в школе, олицетворяют агрессивно настроенных сверстников Алессы (эти монстры так сильно напоминали детей, что разработчикам пришлось заменить их на более нейтральных Mumbler’ов, дабы пройти строгую европейскую и японскую цензуру, запрещавшую изображения насилия над детьми). Едва заметные создания, также напоминающие маленьких детей, это образы самой девочки: всхлипывающие и постоянно спотыкающиеся Larval Stalker напоминают о её школьных переживаниях, а атакующие героя Stalker воплощают агрессию, зарождающуюся в Алессе в ответ на издевательства. Страх перед влиянием взрослых представлен в монстре Romper; эти существа набрасываются на игрока, садятся сверху и мешают подняться, что служит намёком на физическое и сексуальное насилие со стороны служителей культа, а также символизирует стремление взрослых к подавлению чужой воли весом своего авторитета. Те взрослые, которые беспрекословно следуют указаниям «кукловодов», как это делал служивший культу медперсонал, нашли своё воплощение в монстрах Parasitized Doctor и Puppet Nurse: движениями они напоминают марионеток, а на спине у них сидит маленький паразит. Облик появляющегося бога зависит от представлений того, кто его вызывает: Инкуб воплощает убеждения Далии, тогда как Инкубатор — это проекция душевного состояния Алессы, использованной в качестве инкубатора для нерождённого божества.
Поскольку город погружается в Иной мир из-за страданий Алессы, в игре постоянно встречаются образы, отсылающие к боли, испытываемой ею после сожжения и госпитализации. В данном контексте одними из основных символов всей серии, начиная с первой игры, являются инвалидные кресла и больничные койки. Впервые игрок видит их практически в самом начале игры, при первом наступлении тьмы и появлении монстров. Далее их можно встретить во многих локациях, с которыми связаны воспоминания Алессы, особенно при их переходе в Иной мир. Также в инвалидном кресле Гарри встречает заражённую Сибил. И в нём же на место вызова бога (и финальной битвы) Далия привозит свою дочь.

### Влияние
англ. The fear of blood tends to creat[sic] fear for the flesh.
«Страх крови имеет тенденцию рождать страх за плоть».
Данная игра, как и многие последующие игры серии, перекликается с кинофильмом Эдриана Лайна «Лестница Иакова», в частности «Плохая» концовка игры, аналогично фильму, трактует всё происходящее как предсмертный бред протагониста. Начиная с первой части в серии также использованы образы и режиссура, позаимствованные из фильма «Изгоняющий дьявола 3». Кроме того обозреватели отмечают использование в произведении приёмов таких мастеров кинематографа и литературы как Кубрик, Карпентер, Хичкок, Брэдбери и Кинг. На отображение Иного мира Сайлент Хилла сильно повлияли работы мангаки Даидзиро Морохоси. Загадки Сайлент Хилла, названия и образы некоторых монстров основываются на книгах, например на «Затерянном мире» Артура Конан Дойля или «Алисе в Стране чудес» Льюиса Кэрола. Источником для подражания при создании городской газеты стала статья об американском серийном маньяке Эде Гине.
Имена действующих персонажей отсылают к различным персонажам других произведений и реальным людям. Так, Гарри и Шерил Мэйсоны на ранних этапах разработках носили имена Гумберт и Долорес соответственно, в честь главных действующих лиц романа Владимира Набокова «Лолита», однако американская команда разработчиков посчитала эти имена слишком необычными, и в итоге эти персонажи получили более привычные для западных игроков имена: Гарри (имя одного из разработчиков) и Шерил (в честь актрисы Шерил Ли). Однако отсылка к «Лолите» всё же осталась — фамилия Мэйсон была взята у Джеймса Мэйсона, исполнителя роли Гумберта в экранизации «Лолиты» Стэнли Кубрика. Подобным же образом были образованы имена других персонажей. Имя женщины-полицейского Сибил Беннетт было образовано от имён модели Сибил Бак и актрисы Сибил Даннинг, её фамилия — аллюзия на Лоренсию Бембенек, реальную полицейскую, ставшей убийцей; Майкла Кауфмана — комбинацией имён основателей студии Troma Entertainment Майкла Херца и Ллойда Кауфмана; медсестры Лизы Гарланд — от фамилии актрисы Джуди Гарленд, играющей Дороти Гейл в классической экранизации «Удивительного волшебника из страны Оз». Алесса Гиллеспи первоначально должна была носить имя Азия в честь Азии Арженто, дочери итальянского кинорежиссёра Дарио Ардженто, однако столь необычное имя было решено изменить на Алесса. Её мать, Далия Гиллеспи, получила имя в честь изменённого имени матери Азии Ардженто и бывшей жены Дарио Ардженто Дарии Николоди.
Кэйитиро Тояма был несколько удивлён, когда после выхода игру называли страшной. Не являясь поклонником фильмов ужасов, при разработке он полагался больше на свои увлечения оккультизмом, НЛО и творчеством Дэвида Линча. Различные оккультные предметы игры имеют свои аналоги в мировых религиях. Агрессивные дети поначалу задумывались похожими на ноппэрапонов (разновидность ёкай из японской мифологии). Алтарь под антикварным магазином напоминает камидана — синтоистское домашнее святилище. Аглаофотис — это растение, упоминаемое в оккультизме, печать Метатрона названа в честь ангела, а Флаурос — в честь демона из Лемегетона. Названия некоторых предметов и дверей в Нигде также берут начало в мистицизме и призваны охарактеризовать магические способности Далии. Двери названы именами духов Офиэля, Хагита, Палега и Бетора, которым, согласно средневековым книгам по чёрной магии, дана власть над планетами. По словам Оваку, эти намёки на небесные тела должны означать «погружение в глубины сознания Алессы».
Антураж школы был вдохновлён фильмом «Детсадовский полицейский». Некоторые присутствующие в школе вывески и надписи взяты из фильмов «Изгоняющий дьявола 3» и «12 обезьян», оказавших определённое влияние на стиль и некоторые элементы также и последующих частей. Стилистика шуточной концовки напоминает коллекционные карточки из серии «Марс атакует», экранизированной в 1996 году Тимом Бёртоном. Четырнадцать из пятнадцати улиц города, фигурирующих в первой части серии, названы в честь знаменитых писателей в жанрах ужасов и научной фантастики. Среди них: Ричард Бахман (псевдоним Стивена Кинга), Дин Кунц, Рэй Брэдбери, Джек Финней, Майкл Крайтон, Айра Левин, Джон Сэндфорд, Колин Уилсон, Роберт Блох, Ричард Мэтсон, Джеймс Эллрой, Карл Саган, Дэн Симмонс и Кит Крэйг (псевдоним Кит Рид). Улица Мидвич, на которой расположена одноимённая начальная школа — отсылка к роману Джона Уиндема «Кукушки Мидвича». В списке учителей школы значатся T. Moore, K. Gordon и L. Ranaldo — это имена участников рок-группы Sonic Youth.

## Музыкальное сопровождение
Музыку к игре написал Акира Ямаока, который присоединился к проекту после того, как команду покинул изначально назначенный туда композитор. Ямаока также занимался созданием звуковых эффектов и мастерингом. Он писал музыку не видя, собственно, игровых сцен.
Саундтрек написан под влиянием творчества Анджело Бадаламенти, композитора «Твин Пикс», а также, отчасти, таких групп как Metallica и Depeche Mode. Чтобы сделать Silent Hill максимально отличным от прочих видеоигр и передать гнетущую, мрачную атмосферу, композитор решил обратиться к стилю индастриал, а точнее к его поджанрам нойз и дарк-эмбиент, в которых выполнено практически всё музыкальное оформление за исключением яркой главной темы и ещё нескольких мелодичных композиций.
Ямаока называл эту работу первой, в которой он чувствовал себя действительно вдохновлённым и мотивированным. Ему также пришлось расширить свои знания о звуке и музыке. «Она научила меня, как сложно быть оригинальным», — вспоминал композитор. Когда он впервые представил свои наработки команде, разработчики приняли услышанное за результат программного сбоя в игре, так что автору пришлось объяснять, что эти звуки и есть музыка, и тщательно аргументировать свой выбор, чтобы справиться со шквалом возражений.
Отдельным альбомом саундтрек был выпущен в Японии 5 марта 1999 года. В него вошла значительная часть звучащей в проекте музыки, хотя и не вся. Аналогично тому, как Ямаока полностью занимался технической стороной музыкального сопровождения игры, он также единолично готовил к выходу и данный альбом.
Акира Ямаока является автором всех сорока двух его композиций, кроме сорок первой — заключительную тему, Esperándote, написала Рика Муранака. Когда Ямаока попросил её написать трек для игры, она предложила использовать бандонеоны и скрипки, а также вокал на испанском. В результате было решено сочинять песню в стиле танго, и Муранака сложила мелодию под английский вариант слов. Но когда она прибыла в Буэнос-Айрес для записи испанской версии с аргентинской певицей Ванесой Кирос, то поняла, что текст больше не сочетается с музыкой. Тогда Муранака в течение пяти минут переписала песню.
По словам рецензента ресурса Game-OST, саундтрек к Silent Hill стал маленькой революцией в жанре игровой музыки и саундтрека вообще:
Ямаоке удалось создать причудливое сплетение несовместимых, казалось, эмоций — животный подсознательный страх, <…> тревожное чувство безнадёжности, <…> невероятное обострение чувств <…> и в то же время, часть музыки затрагивает самые нежные струны души, <…> словно тайное желание ускользает из самых кончиков ваших пальцев, оставляя лёгкий, почти эротический голод, в стремлении утолить который, вы включаете эту музыку снова и снова.

Обозреватель отдельно подчеркнул, что нойз в данном случае «получил своё развитие не как фоновый шум, а как элемент музыкального полотна, создающий потрясающую атмосферу едва уловимого беспокойства, напряжения, которое чувствуешь спиной, которое постоянно рождает у тебя желание оглянуться». Также были отмечены качественные компоновка и сведение альбома при достаточно низком бюджете проекта. Сожаление было высказано лишь по поводу невключения в альбом лирической композиции, играющей в момент «превращения Лизы».
Журналист проекта Spelmusik назвал звучащий эмбиент «вероятно темнейшей музыкой, когда либо созданной для видеоигр». Сам композитор называл Tears of… любимейшей собственной композицией. Он отмечал в ней удачное использование приёма из техно-музыки (постоянный повтор одной и той же фразы) при том, что произведение исполнено не в техно-стиле.
| №                   | Название                          | Длительность |
| ------------------- | --------------------------------- | ------------ |
| 1.                  | «Silent Hill»                     | 2:51         |
| 2.                  | «All»                             | 2:07         |
| 3.                  | «The Wait»                        | 0:09         |
| 4.                  | «Until Death»                     | 0:51         |
| 5.                  | «Over»                            | 2:04         |
| 6.                  | «Devil's Lyric»                   | 1:26         |
| 7.                  | «Rising Sun»                      | 0:57         |
| 8.                  | «For All»                         | 2:39         |
| 9.                  | «Follow the Leader»               | 0:52         |
| 10.                 | «Claw Finger»                     | 1:32         |
| 11.                 | «Hear Nothing»                    | 1:33         |
| 12.                 | «Children Kill»                   | 0:19         |
| 13.                 | «Killed by Death»                 | 1:25         |
| 14.                 | «Don't Cry»                       | 1:29         |
| 15.                 | «The Bitter Season»               | 1:26         |
| 16.                 | «Moonchild»                       | 2:48         |
| 17.                 | «Never Again»                     | 0:45         |
| 18.                 | «Fear of the Dark»                | 1:13         |
| 19.                 | «Half Day»                        | 0:39         |
| 20.                 | «Heaven Give Me Say»              | 1:47         |
| 21.                 | «Far»                             | 1:14         |
| 22.                 | «I'll Kill You»                   | 2:52         |
| 23.                 | «My Justice for You»              | 1:21         |
| 24.                 | «Devil's Lyric 2»                 | 0:25         |
| 25.                 | «Dead End»                        | 0:17         |
| 26.                 | «Ain't Gonna Rain»                | 1:12         |
| 27.                 | «Nothing Else»                    | 0:51         |
| 28.                 | «Alive»                           | 0:33         |
| 29.                 | «Never Again»                     | 1:01         |
| 30.                 | «Die»                             | 0:56         |
| 31.                 | «Never End, Never End, Never End» | 0:46         |
| 32.                 | «Down Time»                       | 1:38         |
| 33.                 | «Kill Angels»                     | 1:16         |
| 34.                 | «Only You»                        | 1:16         |
| 35.                 | «Not Tomorrow 1»                  | 0:48         |
| 36.                 | «Not Tomorrow 2»                  | 1:38         |
| 37.                 | «My Heaven»                       | 3:17         |
| 38.                 | «Tears of…»                       | 3:16         |
| 39.                 | «Killing Time»                    | 2:54         |
| 40.                 | «She»                             | 2:36         |
| 41.                 | «Esperandote»                     | 6:26         |
| 42.                 | «Silent Hill (Otherside)»         | 6:23         |
| Общая длительность: | Общая длительность:               | 1:11:48      |

## Выпуск
Выход Silent Hill состоялся 31 января 1999 года в Северной Америке, 4 марта — в Японии и 1 августа — в Европе. Игра была разработана и выпущена исключительно для консоли PlayStation 1.
В 2006 году она также вошла в японскую компиляцию Silent Hill Complete Set, наряду с продолжениями, Silent Hill 2, Silent Hill 3 и Silent Hill 4: The Room. Silent Hill 1 осталась единственной PS1-игрой в данном сборнике, тогда как остальные игры были уже разработаны под PlayStation 2 (тем не менее, SH1 способен работать на PS2, поддерживающей обратную эмуляцию консоли-предшественницы).
В 2009 году состоялся релиз для PlayStation Portable, PlayStation Vita и PlayStation 3. Данные версии доступны только в цифровом виде посредством PlayStation Network. Изначальный релиз в PSN произошёл 19 марта 2009 года в европейском сегменте, однако по невыясненным обстоятельствам спустя несколько дней она перестала быть доступной в этом регионе. В американском сегменте игра появилась 10 сентября того же года. В европейский магазин релиз вернулся 26 октября 2011 года. Технически Silent Hill 1 для PSP, Vita и PS3 представляет собой не полноценный порт или ремастер, а эмулируемую оригинальную версию.

## Цензурные правки
При выходе на домашний и мировые рынки Silent Hill столкнулась с трудностями при прохождении цензуры. Монстры Grey Child были дважды изменены для североамериканского рынка и трижды для японского и европейского, прежде чем игра была допущена к продаже. В трейлере, представленном на E3, появляются два вида напоминающих детей существ, какими они были задуманы изначально. Первые похожи на обнажённых маленьких детей в три раза ниже главного героя, имеется возможность убить их. Вторые больше похожи на ноппэрапонов, в два раза выше первых, агрессивны и вооружены ножами. Разработчикам пришлось заменить первый вид существ на неагрессивные полупрозрачные тени, которым нельзя причинить вред (Larval Stalker). Второй вид остался агрессивным, но под давлением органов цензуры изменялся несколько раз, чтобы по возможности меньше напоминать детей. В результате самые низкие модели этого монстра были сделаны полупрозрачными (Stalker), а модели из плоти изменили цвет с розового на серо-зелёный, стали выше и получили обезображенные головы. Последний вариант, однако, не был одобрен контролирующими органами Европы и Японии, так что его пришлось заменить на вариацию, ещё меньше напоминающую изначальные модели, — это были лишённые человеческих пропорций практически безголовые невысокие коричневые монстры с гигантскими когтями на руках в качестве оружия (Mumber).

## Рецензии
| Сводный рейтинг               | Сводный рейтинг |
| Агрегатор                     | Оценка          |
| ----------------------------- | --------------- |
| GameRankings                  | 84,99 %         |
| Metacritic                    | 86/100          |
| Иноязычные издания            |                 |
| Издание                       | Оценка          |
| Famitsu                       | 34/40           |
| GamePro                       | 4,5/5           |
| GameRevolution                | B+              |
| GameSpot                      | 8,2/10          |
| IGN                           | 9/10            |
| Official PlayStation Magazine | 10/10           |
| Русскоязычные издания         |                 |
| Издание                       | Оценка          |
| «Страна игр»                  | 6,5/10          |

Silent Hill получила большей частью положительные отзывы в профильной прессе. Рейтинги на агрегаторах GameRankings и Metacritic составляют 84,99 % и 86/100 соответственно. Всего было продано свыше двух миллионов копий игры, что позволило Silent Hill войти в список величайших хитов Sony.
Silent Hill преимущественно сравнивали с survival horror-серией Resident Evil. Бобба Фетт из GamePro назвала игру «наглым, но искусным» клоном Resident Evil. Другие обозреватели считали игру своеобразным ответом Konami на серию Resident Evil, который при ряде сходств использует иную форму хоррора, полагаясь на создание чувства беспокойства у игрока, вместо использования утробного страха и экшена. Добавляло игре атмосферности и аудиооформление, которое было очень хорошо принято критикой. Билли Метджинус из TVG назвал эмбиент игры «поглощающим». Рецензент Game Revolution также похвалил аудиочасть и заявил, что звук и музыка «доводят до грани». Менее благосклонно отнеслись критики к озвучиванию. Игру актёров нашли достаточно слабой, хотя её и поставили выше, чем таковую в серии Resident Evil. Отдельно были также отмечены неуместные паузы между репликами.
Обозреватели отмечали, что Silent Hill использует настоящее 3D-окружение, в то время как в Resident Evil используется предварительный рендеринг. При этом тьма и туман во многом помогают маскировать недостаточную производительность аппаратной платформы. Впрочем, критики посчитали, что аппаратные ограничения и грубость текстур в данном случае были использованы игре во благо; так, Франческа Рэерс из IGN назвала их «придающими атмосфере ощущение запустения и разложения». Однако, по мнению обозревателей, управление представляет определённые трудности, а маневрирование в тесных локациях становится настоящим «упражнением по фрустрации».
В то же время рецензент журнала «Страна игр» описал игру достаточно прохладно, назвав её неплохой, но посетовал, что «местами откровенно „ослабленный“ сюжет рушит всю первоначально построенную атмосферу и лишает желания продолжать играть дальше». Однако через десять лет редактор того же издания, отдавая должное основоположнику серии, назвал проект «хоррором с выдающимся [гейм]дизайном», а журнал «Лучшие компьютерные игры» подчеркнул, что даже спустя десятилетие Silent Hill остаётся «одной из самых кинематографичных игр».
Заслуги Silent Hill многократно отмечались спустя много лет после выхода. В 2005 году было признано, что игра способствовала переходу жанра survival horror от приёмов фильмов категории B к психологическому аспекту ужасов, свойственному арт-хаусному кино и японскому хоррору, а также переносу акцентов с эксплуатации утробного страха на создание беспокойной атмосферы. В 2000 году проект занял 14 место в списке «25 лучших PS-игр всех времён» по версии IGN, а в 2005 году — 15 место в аналогичном списке от GameSpy. В 2006 году Silent Hill возглавил «Десятку страшнейших игр» от GameTrailers, а в ноябре 2012 года вошёл 68-м в список «100 лучших видеоигр всех времён» по версии журнала Time.

## Связанные игры серии

### Silent Hill: Play Novel
Хронологически второй игрой франшизы стала Silent Hill: Play Novel, которая была выполнена в жанре интерактивный графический роман и выпущена Konami в марте 2001 года. Игра вышла только для Game Boy Advance и только в Японии. Сюжет Silent Hill: Play Novel преимущественно пересказывает события оригинального Silent Hill. Главным героем также является Гарри Мэйсон, однако после первого прохождения игры становится доступным сценарий за Сибил Беннет, а после его завершения — загружаемый сценарий «Boy» (рус. Мальчик). Этот сценарий рассказывал о мальчике Энди, который живёт в соседнем доме рядом с Гарри и Шерил Мэйсонами и случайным образом попадает в город Сайлент Хилл.

### Silent Hill 3
Silent Hill 3 является единственным сюжетным продолжением Silent Hill, где действие развивается после «Хорошей» концовки. Остальные игры серии не являются прямыми продолжениями первой части, а лишь косвенно связаны с ней сюжетом. Игровым персонажем Silent Hill 3 является Хизер Мэйсон (девочка, которую спас Мэйсон после победы над Инкубом) — приёмная дочь Гарри Мэйсона, которому удалось 17 лет назад бежать из Сайлент Хилла. Игра вышла на многих платформах; разработкой изначального варианта для PlayStation 2, который поступил в продажу в 2003 году, занималась Team Silent. По игре был снят фильм «Сайлент Хилл 2».

### Silent Hill: Origins
Silent Hill: Origins стала пятой игрой в серии Silent Hill. Сюжетно она является приквелом первой части, описываемые в ней события происходят за семь лет до событий оригинальной Silent Hill, когда дальнобойщик Трэвис помог Алессе спастись из горящего дома. Разработкой игры занималась Climax Studios, а издателем, как обычно, выступила Konami. Игра вышла в конце 2007 года для портативных консолей PlayStation Portable, а спустя полгода в продажу поступила также версия для PlayStation 2. Японская версия игры носит название Silent Hill Zero.

### Shattered Memories
Silent Hill: Shattered Memories это так называемое «переосмысление» событий первой игры, разработанное Climax Studios и выпущенное Konami Digital Entertainment 8 декабря 2009 года для Wii и 19 января 2010 года для PlayStation 2 и PlayStation Portable. В центре внимания по-прежнему мужчина, ищущий пропавшую дочь, но сюжет и персонажи игр разнятся. По результатам анкетирования игрока составляется психологический профиль, в зависимости от которого изменяются внутриигровые элементы. В игре нет боёв: в альтернативной «замёрзшей» версии города от монстров приходится просто убегать, не нанося им существенного вреда.

## Экранизация
Режиссёр Кристоф Ган снял по игре полнометражный игровой фильм с одноимённым названием, вышедший на экраны 21 апреля 2006 года. Картина во многом основана на оригинале, но достаточно свободно его интерпретирует и содержит элементы второй, третьей и четвёртой игр серии. Поскольку режиссёр посчитал, что образ Гарри Мэйсона изобилует чертами, больше свойственными женщинам, вместо главного героя-мужчины на первый план вышла приёмная мать Шерил, Роуз ДаСилва. Работая над визуальными элементами, Ган вдохновлялся наследием Майкла Манна, Дэвида Линча и Дэвида Кроненберга. Для саундтрека была использована музыка Акиры Ямаоки. Несмотря на преимущественно негативные отзывы критиков, фильм стал коммерчески успешным и получил признание фанатов.